# Colégio La Salle São João
O Colégio São João é uma escola particular da cidade de Porto Alegre e está localizado no bairro São João.
Foi fundado em 1928 pelo padre Cleto Benvegnu, vigário da Paróquia São João Batista. Com o passar dos anos, surgiu a necessidade de criar um ginásio e, após vários esforços do pároco Cônego Davi Rossa, em 1948 foi autorizado o funcionamento do Ginásio São João Batista. Após, em 1951, passou a ser administrado pelos Irmãos Lassalistas. Em 1964 passou a denonimar-se Colégio São João Batista. O Prédio A, com 12 salas, foi construído em 1955. Em 1962, é inaugurado o prédio no qual hoje se situam a área administrativa, a Capela e a residência dos Irmãos. Em 1964, com a instalação do curso Científico, o então Ginásio São João Batista passou a se chamar Colégio São João. Em 1970, fundiu-se com o Ginásio Santa Teresinha, das Irmãs Franciscanas, passando a ser uma escola mista pois, anteriormente, o colégio só tinha alunos do sexo masculino e o Santa Teresinha do sexo feminino. No ano 2000, juntamente com todas as instituições que pertencem a Rede La Salle de Ensino, o Colégio São João passou a incluir em sua nomenclatura o nome La Salle, do fundador das escolas Lassalistas, São João Batista de La Salle.
O colégio oferece classes de Educação Infantil, Ensino Fundamental, Ensino Médio e Turno Integral.
O colégio mantém em seu site oficial diversas seções, destacando-se, dentre outras, os alunos lassalistas e os ex-alunos. O primeiro grupo de ex-alunos a constar no site é a Turma do São João dos anos 1980.
A Rede La Salle está presente em 10 Estados brasileiros e no Distrito Federal, com 40 instituições de ensino e contando com 30.000 alunos e 3.000 educadores. No Brasil está presente desde 1907. Presente também em 79 países desde 1680, em 1.000 instituições de ensino contando com 700.000 alunos e 60.000 educadores.